# Марія Пія Савойська
Марія Піа (італ. Maria Pia di Savoia; 17 жовтня 1847, Турин, Італія — 5 червня або 17 липня 1911, Ступініджі, Італія) — італійська принцеса, у шлюбі королева-консорт Португалії; політична діячка, фотографка.

## Життєпис
Молодша дочка короля Італії Віктора Емануїла II та Адельгейди Австрійської. У день її хрещення Папа Пій IX нагородив її Золотою трояндою.
6 жовтня 1862 у Лісабоні Марія Піа вступила в шлюб з королем Португалії Луїшем I. Народила двох синів. У 1889 році Марія Пія стала вдовою. Сильним ударом для неї стало вбивство сина Карлуша I і внука Луїша-Філіпе в 1908. Після революції виїхала з Португалії з іншою частиною королівської родини. Повернулася в рідну Італію, де і померла в 1911. Її прах похований в королівському мавзолеї базиліки Суперга у присутності членів парламенту Савойї.
На її честь названо міст Марії-Пії через річку Дору, який поєднує міста Порту та Віла-Нова-ді-Гая, який був збудований в 1877 за проектом Гюстава Ейфеля.

## Родина
Чоловік — Луїш I, король Португалії
Діти:
- Карлуш (1863—1908) — король Португалії Карлуш I в 1889—1908;
- Афонсо (1865—1920) — герцог Порту.